# 旧料亭菊水
旧料亭菊水（きゅうりょうていきくすい）は、愛知県新城市大野上野17-7にある建築物。登録有形文化財。東隣にはやはり登録有形文化財の大野宿鳳来館がある。

## 歴史

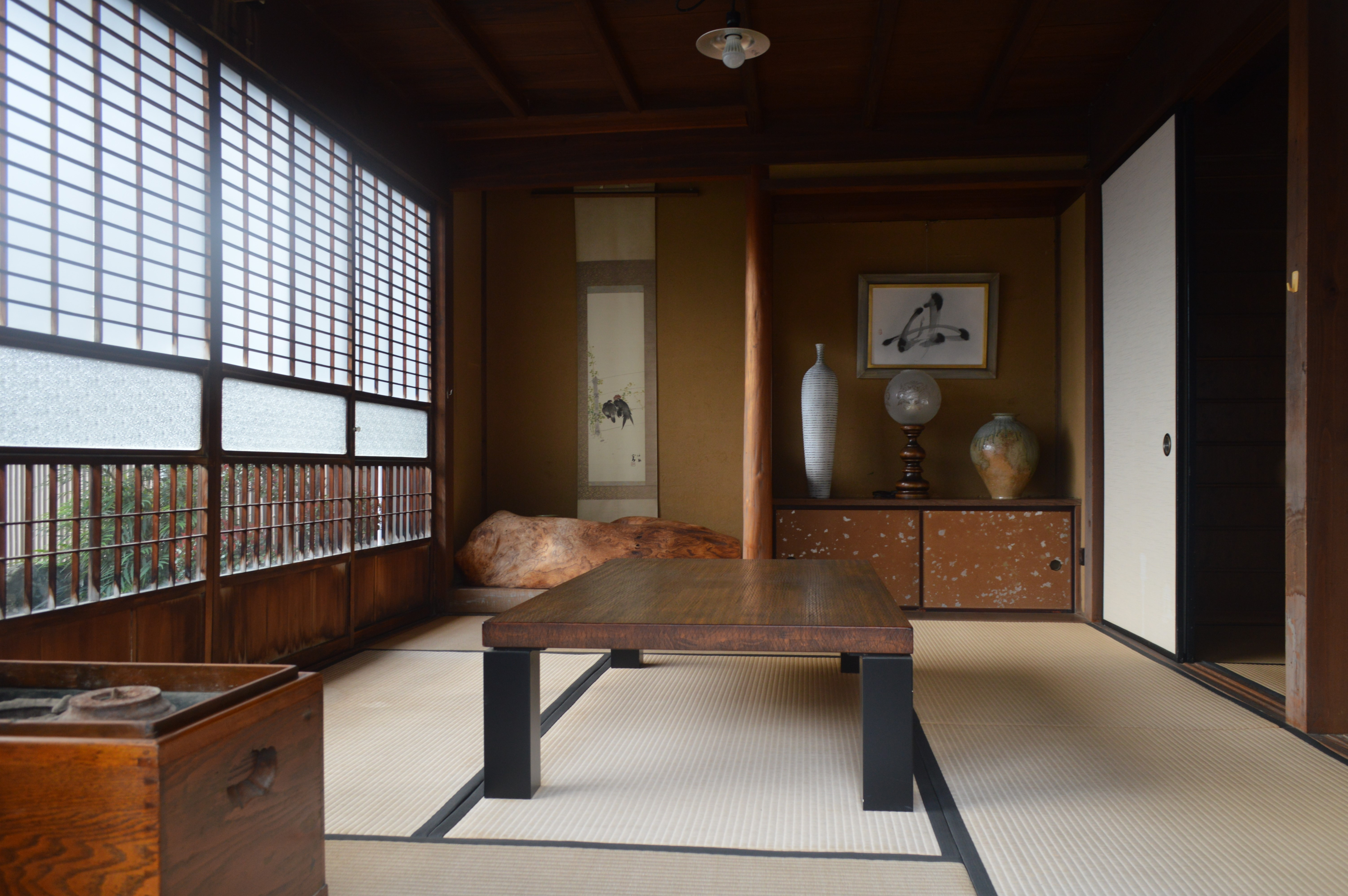
1階の座敷

### 竣工
かつて周辺は別所街道の宿場であり、秋葉山本宮秋葉神社（秋葉山）と鳳来山東照宮（鳳来寺山を結ぶ秋葉街道の分岐点でもあった。江戸時代の大野は徳川幕府の天領となり、奥三河における経済の中心地として、材木業や養蚕業・製糸業で発展した。
大正末期、待合料亭として菊水が建てられた。菊水はやや奥まった場所にあり、通りに面した場所には肉屋があった。

### 保存活用
2012年（平成24年）には屋根の葺替などの部分的な修理が行われた。2015年（平成27年）8月4日、登録有形文化財に登録された。登録基準は「再現することが容易でないもの」。東隣にはやはり登録有形文化財の大野宿鳳来館があり、大野宿鳳来館の北隣には明治時代の建物で営業する旅館の若松屋がある。

## 建築

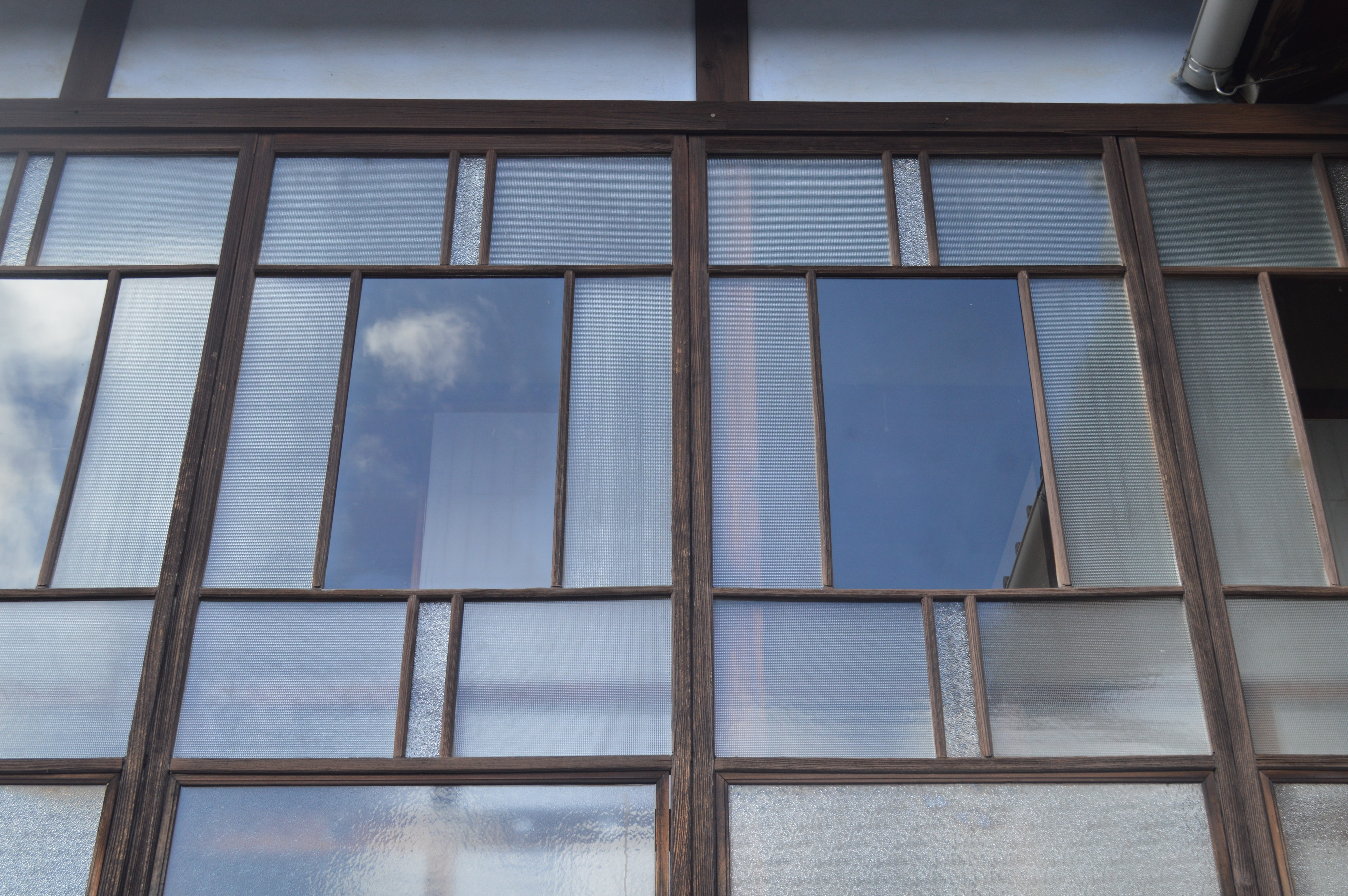
型板ガラス

1階・2階ともに6畳間の座敷が2室ある。料亭時代には1階が居室兼管理事務室、2階が客室となっており、台所は別棟にあったとされる。どの部屋にも外部から直接出入りすることができる。

### 鏝絵
階段室の外壁には大野在住の左官職人の鈴木光男による奴、雀、竹林の鏝絵が描かれている。2009年（平成21年）には鈴木光男の直系の弟子である中神覚は「愛知の名工」に選ばれている。

### 型板ガラス
2階の階段室のガラス窓や便所の戸などには、国産の型板ガラスが本格的に造られていた時期の型板ガラスが用いられている。

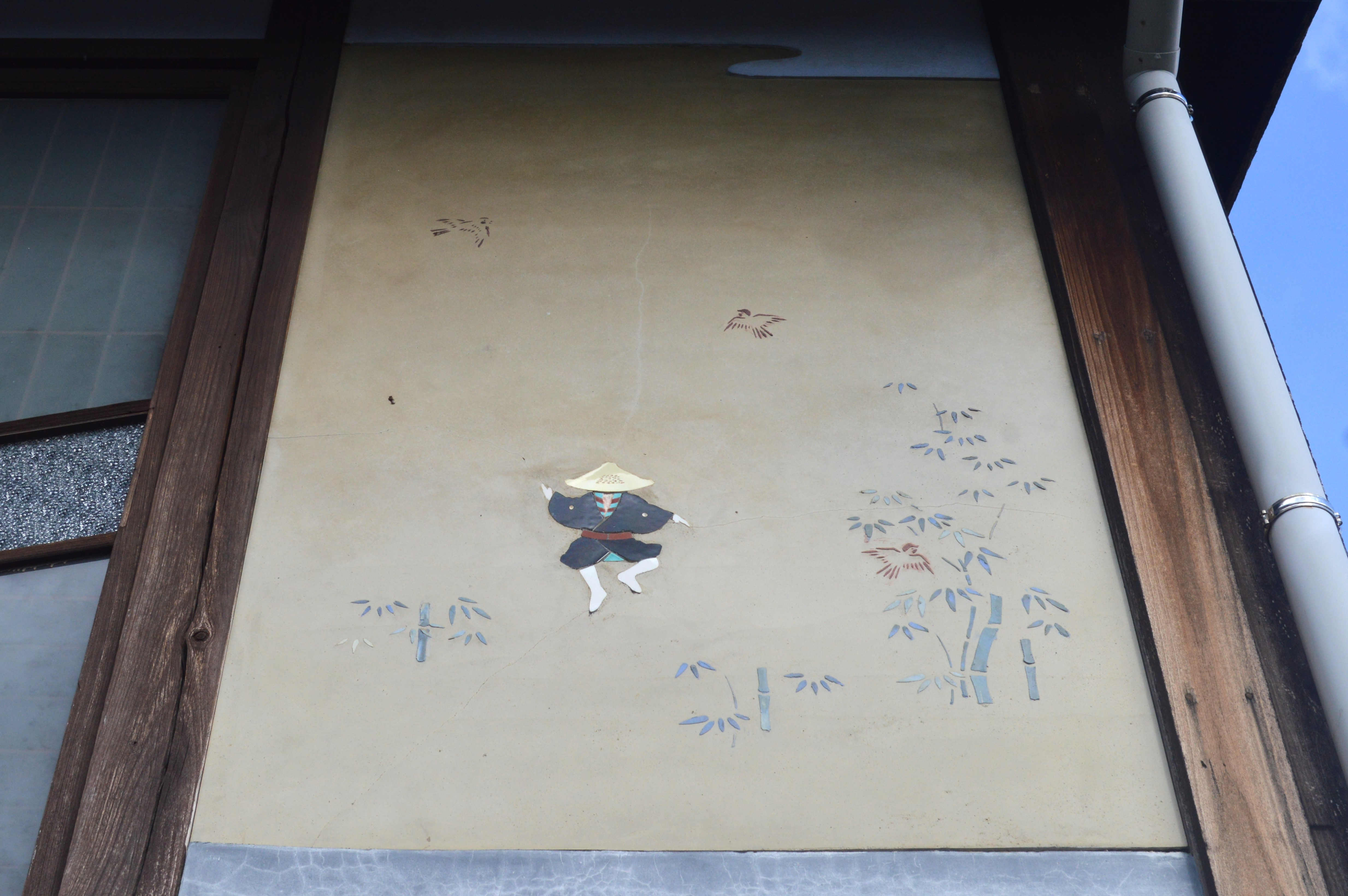
鏝絵
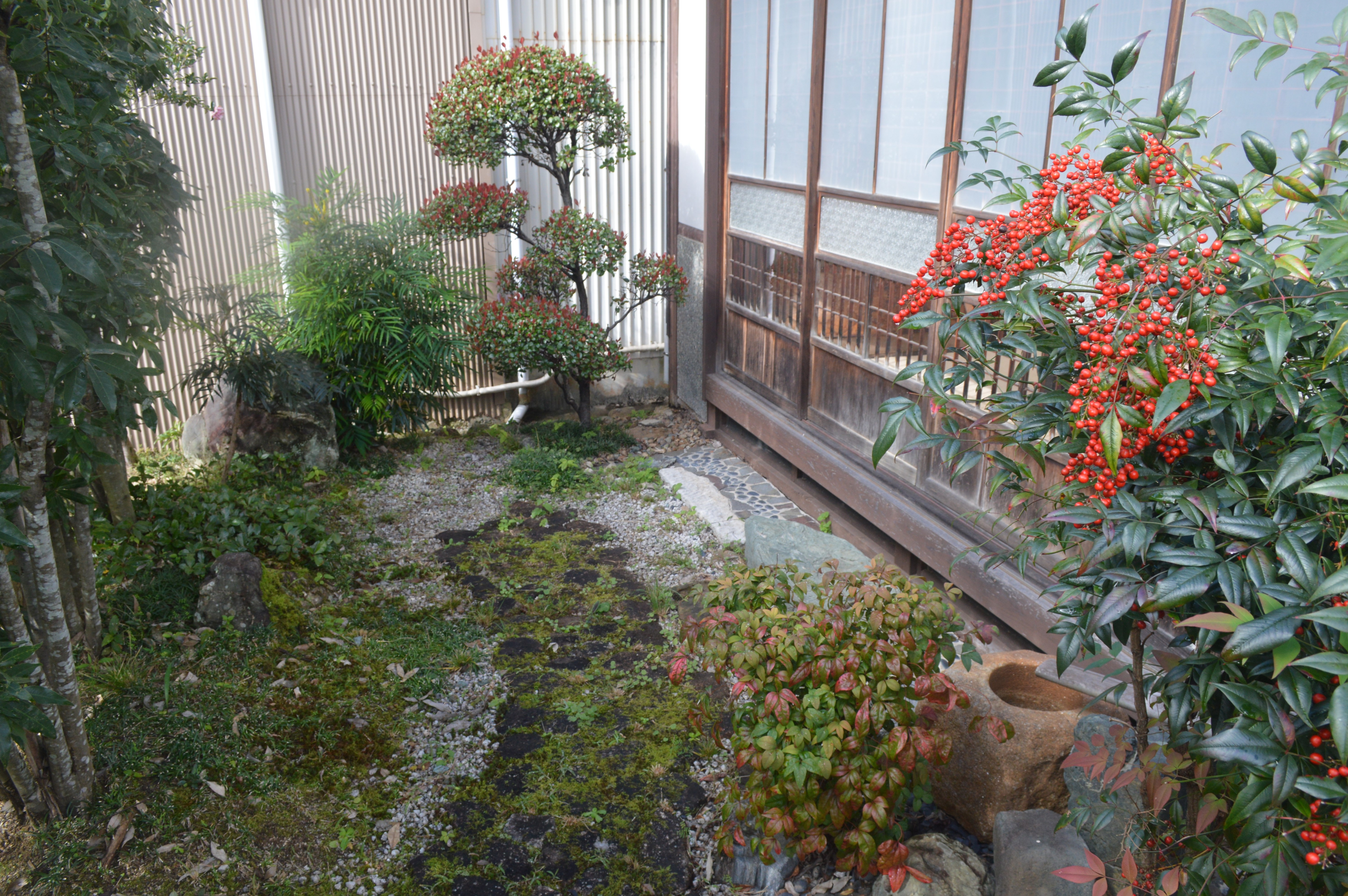
庭